# Steropleurus balearicus
Steropleurus balearicus är en insektsart som först beskrevs av Bolívar, I. 1884.  Steropleurus balearicus ingår i släktet Steropleurus och familjen vårtbitare. Inga underarter finns listade i Catalogue of Life.